# 東通原子力発電所
東通原子力発電所（ひがしどおりげんしりょくはつでんしょ）は、青森県下北郡東通村白糠および小田野沢にある原子力発電所。
東北電力と東京電力ホールディングスの2社が敷地を保有している。

## 発電設備

### 東北電力所有
|       | 原子炉形式                  | 着工       | 運転開始      | 定格出力  | 現況                                         |
| ----- | --------------------------- | ---------- | ------------- | --------- | -------------------------------------------- |
| 1号機 | 沸騰水型軽水炉 (BWR)        | 1998年12月 | 2005年12月8日 | 110万kW   | 東北地方太平洋沖地震により 停止中/定期点検中 |
| 2号機 | 改良型沸騰水型軽水炉 (ABWR) | 未定       | 未定          | 138.5万kW | 計画中                                       |

### 東京電力ホールディングス所有
|       | 原子炉形式                  | 着工      | 運転開始 | 定格出力  | 現況             |
| ----- | --------------------------- | --------- | -------- | --------- | ---------------- |
| 1号機 | 改良型沸騰水型軽水炉 (ABWR) | 2011年1月 | 未定     | 138.5万kW | 建設中（中断中） |
| 2号機 | 改良型沸騰水型軽水炉 (ABWR) | 未定      | 未定     | 138.5万kW | 計画中           |

1号機は2017年3月運転開始予定、2号機は2014年度以降着工、2020年度以降運転開始予定であったが、東北地方太平洋沖地震・福島第一原子力発電所事故後の2012年3月30日に発表した2012年度供給計画でそれぞれ「未定」に変更された。
2018年8月28日に本格的な地質調査を開始した。
なお、東電は2017年秋から東通地点を「拡張可能性のある長期的有望地点」として開発を行っており、3号機以降も今後計画される可能性がある。

## 誘致と反対運動の経緯
- 1965年
  - 5月、東通村議会が原発誘致を決議[11]。
  - 10月、青森県議会が東通村議会の原発誘致請願を採択[11]。
- 1982年、前年の敦賀原発事故隠しの発覚等の影響を受け、原子力への不安感が高まり、予定地に近接する白糠漁協を中心に反対の動きが起こり、周辺住民を中心に「白糠の海を守る会」が結成される[12]。
  - 4月、東北電力と東京電力（当時、現・東京電力ホールディングス）が、建設予定の原発の名称を「東通原子力発電所」に変更し、白糠漁協の他、関係する6つの漁業協同組合に対し、漁業補償交渉を申し入れるが、9月30日の漁業権補償提案（補償金38億7千万円[13]）をめぐっては、白糠漁協を中心に反対の動きが強まった[12]。
- 1992年8月、青森県知事斡旋によって、白糠漁協・小田野沢漁協との漁業補償協定書（補償金総額180億円[13]）が締結され、以後、1995年1月までにすべての漁協との漁業補償協定書の締結が完了[11]。

## 東北地方太平洋沖地震の影響

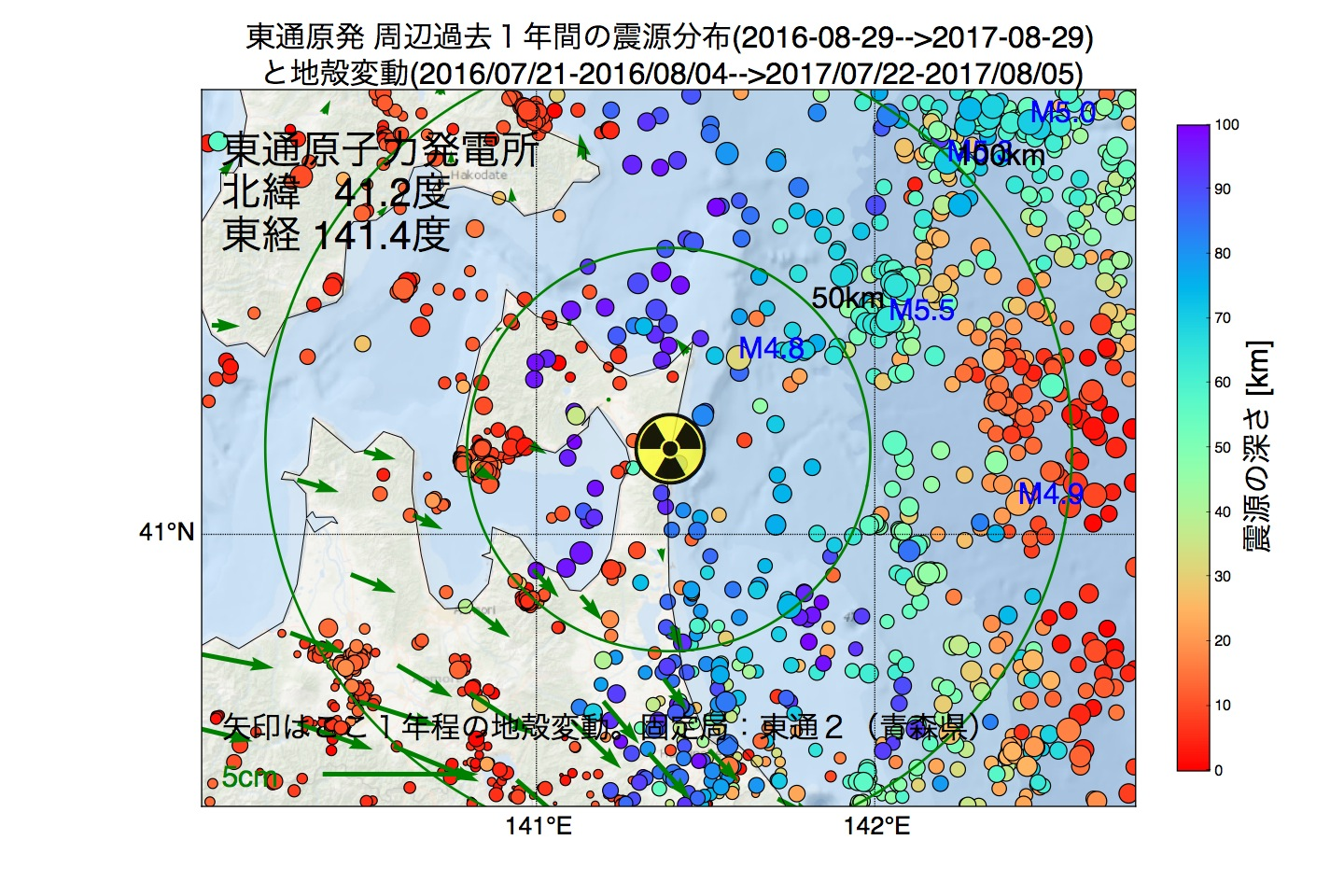
東通原子力発電所周辺の過去１年間の地震の震源分布と地殻変動（防災科学技術研究所 Hi-net 高感度地震観測網の地震データと国土地理院の電子基準点の位置データより作成）。当発電所周辺においては規模の大きい地震や震源の深さが浅い地震が少ないことが見て取れる。

### 設備、技術的影響
2011年3月11日の東北地方太平洋沖地震（東日本大震災）では、稼働中の1号機が2月6日より定期検査中のため運転をしておらず大きな影響は無かった。また地震後、むつ幹線および東北白糠線が停止したため、外部からの電源供給が停止したが、非常用ディーゼル発電機が作動し電源供給が可能な状態となった。
東京電力は、2011年1月に着工を開始した1号炉について、地震後、工事を当面見合わせると発表した。
4月7日の余震では、外部電源が使用不能となり、燃料プールの冷却ができなくなった。26分後、非常用発電機3台のうち、点検中だった2台を除く1台を起動して冷却を継続、8日午前3時半頃に外部電源が復旧し、外部電源とあわせて電力供給を続けていたが、同日午後2時頃にはこの非常用発電機からの燃料漏れがみつかり使用不能となった。残り2台の非常用電源も点検中のためすぐには起動できない状態であった。
5月2日、東京電力は建設中の1号機について、本地震の教訓を踏まえ、津波対策の強化と非常用発電機の増設、大容量化を検討している旨を発表した。
一方、大間原子力発電所と本発電所の一次変電所が上北変電所を共用し、送電ルートの多重化がなされていない点が報じられた。同様に原子力施設の集中している福井県敦賀半島では北陸電力、関西電力による多重化が進められているという。

### 政治的影響
震災当時の現職知事である三村申吾は、3月20日、本発電所の建設工事について「（再開する場合は）安全について国がしっかりと説明する必要がある」と述べた。
地震後の2011年5月の知事選に伴い、県内の原子力施設問題が争点に浮上してきた。現職で今回も立候補している三村申吾は「福島第1原発事故の収束と、東電が事故収束に向けて示した工程の順守が最優先」と述べた。朝日新聞の報道によれば、三村は「国民的な議論と言いますか、あるいは政治として現状と事実を含めて方向性を示していくことが大事」と国の判断を仰ぐ姿勢も見せた。民主党県連幹事長の山内崇は原子力は基幹電力であるとしながらも、県内での原発新設を凍結し、「安全基準の見直しや防災避難道路の整備など、防災体制の構築が工事再開に向けた議論の第一歩」「安全基準や耐震指針に高いレベルを求める」などと述べた。知事選候補で日本共産党青森県委員会書記長の吉俣洋は、県民の安全が第一と訴え、東北電力の2号炉、東京電力の2号炉の計画を「当然中止」とし、東京電力の1号炉の建設に対しても中止を求めた。
知事選では山内が原子力発電などに関して明確な対立軸を打ち出せなかったこともあり、三村が圧勝で3選を果たした。三村は選挙公約に従って専門家会議「県原子力安全対策検証委員会」を設置したが、青森県が委員会の結論を待たず、東通原発の運転再開に向けた説明会を始めたことに対しては疑問も高まった。三村は、検証委員会は県と県議会へ意見する機関であり、県民への直接的な情報提供機関ではないと述べている。

## 活断層
原子力規制委員会の調査団は2012年12月14日、東通原発の敷地内にある断層の一種「破砕帯」が活断層かどうかを確認する調査を終え、破砕帯が活断層との見解でほぼ一致した。